# (133432) Sarahnoble
(133432) Sarahnoble est un astéroïde de la ceinture principale.

## Description
(133432) Sarahnoble est un astéroïde de la ceinture principale. Il fut découvert le 22 septembre 2003 à l'observatoire Goodricke-Pigott par Vishnu Reddy. Il présente une orbite caractérisée par un demi-grand axe de 3,04 UA, une excentricité de 0,19 et une inclinaison de 7,1° par rapport à l'écliptique.

## Compléments